# Chaniers
Chaniers ist eine französische Gemeinde mit 3634 Einwohnern (Stand: 1. Januar 2022) im Département Charente-Maritime in der Region Nouvelle-Aquitaine. Sie gehört zum Arrondissement Saintes und ist Mitglied im Gemeindeverband Saintes - Grandes Rives - L’Agglo. Die Einwohner werden Chagnolais und Chagnolaises genannt.

## Geografie

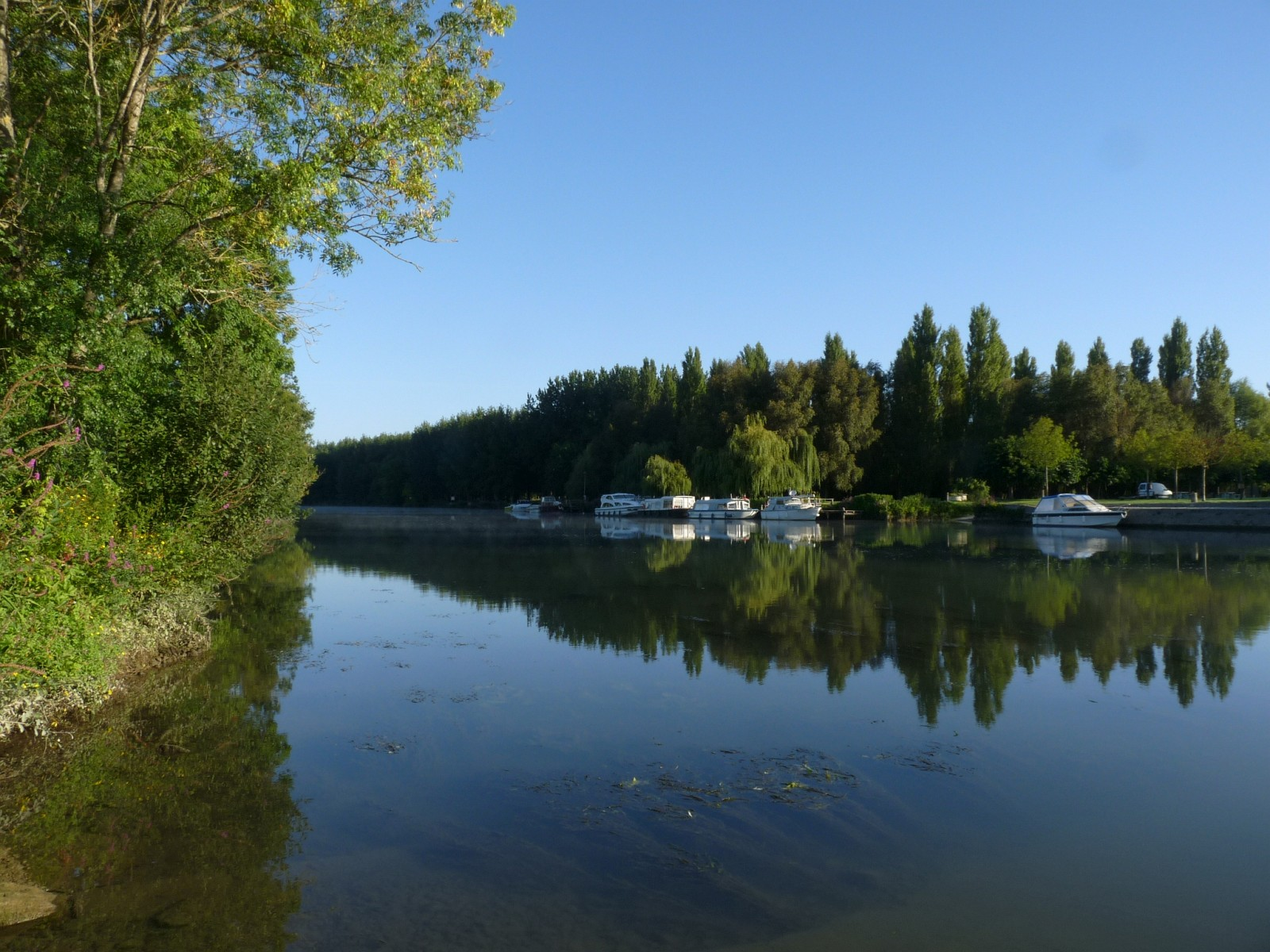
Die Charente bei Chaniers

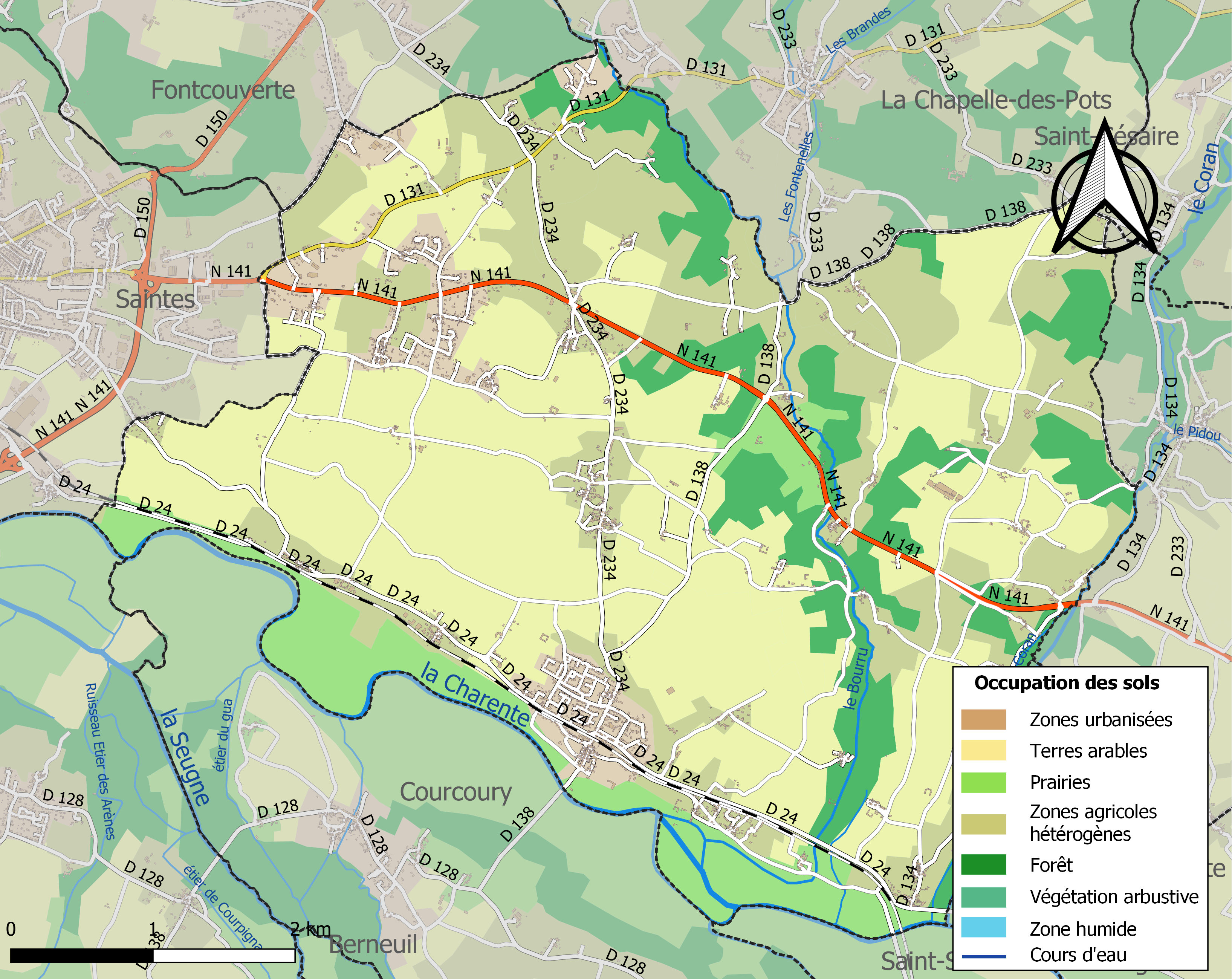
Bodennutzung, Hydrografie und Infrastruktur der Gemeinde

Chaniers liegt in der ehemaligen Provinz Saintonge am rechten Ufer der Charente, etwa sechs Kilometer ostsüdöstlich von Saintes. Außer der Charente wird das Gemeindegebiet von zwei Nebenflüssen bewässert. Das Flüsschen Coran begrenzt Chaniers im Osten, das Flüsschen Bourru begrenzt die Gemeinde abschnittsweise im Norden, bevor es ihr Gebiet in südlicher Richtung durchquert. Das Gemeindegebiet von Chaniers ist Teil des Natura 2000-Schutzgebiets „Moyenne vallée de la Charente et Seugnes et Coran“ (FR5400472), des Natura 2000-Schutzgebiets „Vallée de la Charente moyenne et Seugnes“ (FR5412005) und von vier ZNIEFF-Naturgebieten. Über 80 % der Fläche der Gemeinde werden landwirtschaftlich genutzt, etwa 12 % sind bewaldet, insbesondere entlang des Bourru.
Umgeben wird Chaniers von den Nachbargemeinden La Chapelle-des-Pots im Norden, Saint-Césaire im Nordosten, Saint-Sauvant und Dompierre-sur-Charente im Osten, Saint-Sever-de-Saintonge im Südosten, Courcoury im Süden, Les Gonds im Südwesten, Saintes im Westen sowie Fontcouverte im Nordwesten.

## Geschichte
Einige Toponymisten stellen einen Zusammenhang des Gemeindenamens mit der topografischen Lage der Gemeinde her, wo in der vom Fluss begrenzten Flussebene zahlreiche Schilfrohre wachsen, von denen sich der Name „Chaniers“ ableiten würde, vom lateinischen canna, was „Schilf“ bedeutet. Chaniers wäre somit ein altes Schilfgebiet. Historiker betonen eher die historische Vergangenheit der Gemeinde in engem Zusammenhang mit der Töpferei, da die Nachbargemeinde La Chapelle-des-Pots im Mittelalter ein großes Produktionszentrum war. Die schwarze Erde dieses Teils der Saintonge eignete sich zur Herstellung von Chanes, also Krügen, genauer gesagt Weinkrügen. Chaniers war daher ursprünglich ein Weiler mit spezialisierten Töpfern, den Chaniers, die dem heutigen Dorf, in dem ihre Industrie ausgeübt wurde, ihren Namen gegeben hätten.
Die Kirche basiert auf den Überresten einer galloromanischen Villa. Im 8. Jahrhundert ließen sich Sarazenen nieder und im 9. Jahrhundert verwüsteten die Normannen die Stadt. Chaniers unterwarf sich im Hundertjährigen Krieg den Wünschen der englischen Besatzer, bevor es 1375 endgültig der Krone Frankreichs angegliedert wurde.
Unter der Herrschaft von Jean-Baptiste Colbert erlebte Chaniers mit der Entwicklung der Flussschifffahrt und dem Bau der königlichen Baine-Mühle eine blühende Ära. Im Jahr 1850 gab es 2522 Einwohner. Doch nach dem Zweiten Weltkrieg wurde es von der Landflucht hart getroffen (1934 Einwohner im Jahr 1947).

## Bevölkerungsentwicklung

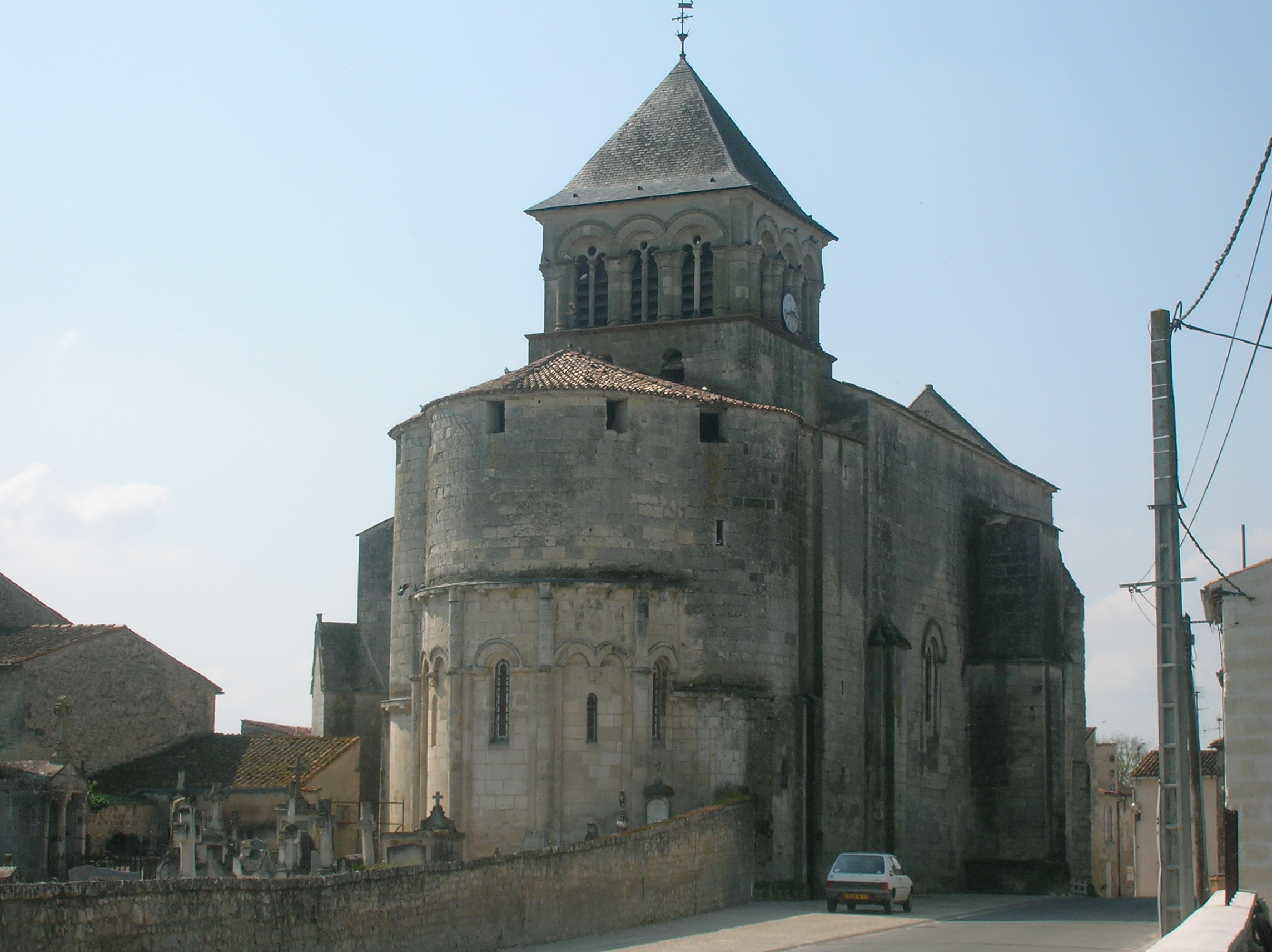
Kirche Saint-Pierre

| Chaniers: Einwohnerzahlen von 1793 bis 2020                                                                                | Chaniers: Einwohnerzahlen von 1793 bis 2020 | Chaniers: Einwohnerzahlen von 1793 bis 2020 | Chaniers: Einwohnerzahlen von 1793 bis 2020 | Chaniers: Einwohnerzahlen von 1793 bis 2020 |
| --- | ------------------------------------------- | ------------------------------------------- | ------------------------------------------- | ------------------------------------------- |
| Jahr |                                             |                                             |                                             | Einwohner                                   |
| 1793 | 1793                                        |                                             | 2.387                                       | 2.387                                       |
| 1800 | 1800                                        |                                             | 2.122                                       | 2.122                                       |
| 1806 | 1806                                        |                                             | 1.922                                       | 1.922                                       |
| 1821 | 1821                                        |                                             | 2.532                                       | 2.532                                       |
| 1831 | 1831                                        |                                             | 2.719                                       | 2.719                                       |
| 1836 | 1836                                        |                                             | 2.733                                       | 2.733                                       |
| 1841 | 1841                                        |                                             | 2.530                                       | 2.530                                       |
| 1846 | 1846                                        |                                             | 2.522                                       | 2.522                                       |
| 1851 | 1851                                        |                                             | 2.611                                       | 2.611                                       |
| 1856 | 1856                                        |                                             | 2.556                                       | 2.556                                       |
| 1861 | 1861                                        |                                             | 2.563                                       | 2.563                                       |
| 1866 | 1866                                        |                                             | 2.565                                       | 2.565                                       |
| 1872 | 1872                                        |                                             | 2.309                                       | 2.309                                       |
| 1876 | 1876                                        |                                             | 2.233                                       | 2.233                                       |
| 1881 | 1881                                        |                                             | 2.151                                       | 2.151                                       |
| 1886 | 1886                                        |                                             | 2.260                                       | 2.260                                       |
| 1891 | 1891                                        |                                             | 2.115                                       | 2.115                                       |
| 1896 | 1896                                        |                                             | 2.029                                       | 2.029                                       |
| 1901 | 1901                                        |                                             | 2.003                                       | 2.003                                       |
| 1906 | 1906                                        |                                             | 2.004                                       | 2.004                                       |
| 1911 | 1911                                        |                                             | 1.910                                       | 1.910                                       |
| 1921 | 1921                                        |                                             | 1.809                                       | 1.809                                       |
| 1926 | 1926                                        |                                             | 1.732                                       | 1.732                                       |
| 1931 | 1931                                        |                                             | 1.694                                       | 1.694                                       |
| 1936 | 1936                                        |                                             | 1.723                                       | 1.723                                       |
| 1946 | 1946                                        |                                             | 1.934                                       | 1.934                                       |
| 1954 | 1954                                        |                                             | 1.955                                       | 1.955                                       |
| 1962 | 1962                                        |                                             | 2.022                                       | 2.022                                       |
| 1968 | 1968                                        |                                             | 2.255                                       | 2.255                                       |
| 1975 | 1975                                        |                                             | 2.750                                       | 2.750                                       |
| 1982 | 1982                                        |                                             | 2.960                                       | 2.960                                       |
| 1990 | 1990                                        |                                             | 3.086                                       | 3.086                                       |
| 1999 | 1999                                        |                                             | 3.231                                       | 3.231                                       |
| 2006 | 2006                                        |                                             | 3.293                                       | 3.293                                       |
| 2013 | 2013                                        |                                             | 3.519                                       | 3.519                                       |
| 2020 | 2020                                        |                                             | 3.585                                       | 3.585                                       |
| Quelle(n): EHESS/Cassini bis 1999, INSEE ab 2006 Anmerkung(en): Ab 1962 offizielle Zahlen ohne Einwohner mit Zweitwohnsitz |                                             |                                             |                                             |                                             |

## Sehenswürdigkeiten
- Kirche Saint-Pierre mit Ursprüngen aus dem 11. Jahrhundert, Erweiterungsbau aus dem 16. Jahrhundert, seit 1912 als Monument historique klassifiziert
- Ehemalige Wassermühle an einem Nebenarm der Charente im Weiler La Baine, erbaut im 17. Jahrhundert, heute Restaurant
- Ehemalige Wassermühle am Coran im gleichnamigen Weiler, erbaut Ende des 19. Jahrhunderts

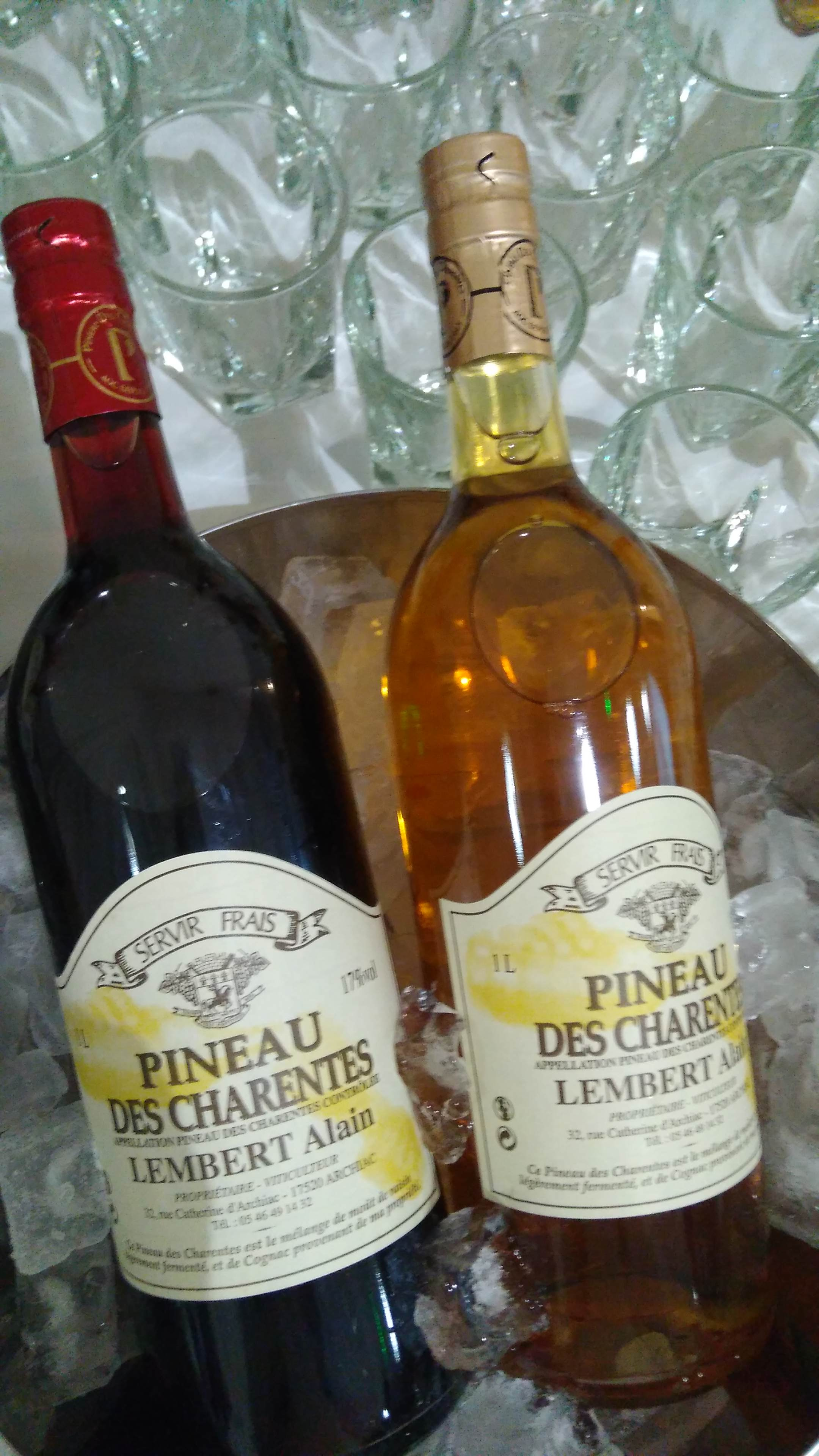
Pineau des Charentes rouge und blanc

## Wirtschaft
Der Schwerpunkt der Wirtschaft der Gemeinde liegt auf dem Tourismus.
Chaniers liegt in den Zonen AOC
- der Buttersorten
  - Beurre Charentes-Poitou,
  - Beurre des Charentes und
  - Beurre des Deux Sèvres
- des Cognacs oder Eau-de-vie de Cognac oder Eau-de-vie des Charentes,
- des Cognacs Fins Bois und
- des Pineau des Charentes mit den Appellationen blanc, rosé und rouge.[9]

## Verkehr
Die Route nationale 141 durchquert die Gemeinde von West nach Ost und verbindet sie mit Saintes im Westen und mit Cognac über Dompierre-sur-Charente im Osten. Chaniers liegt an der Bahnstrecke Chartres–Bordeaux ohne Haltepunkt.

## Persönlichkeiten
- Dominique de Roux (1935–1977), französischer Schriftsteller und Verleger, hier begraben
- Xavier de Roux (1940–2015), Rechtsanwalt und französischer Politiker (UMP), früherer Bürgermeister von Chaniers